# Глинобитне будівництво

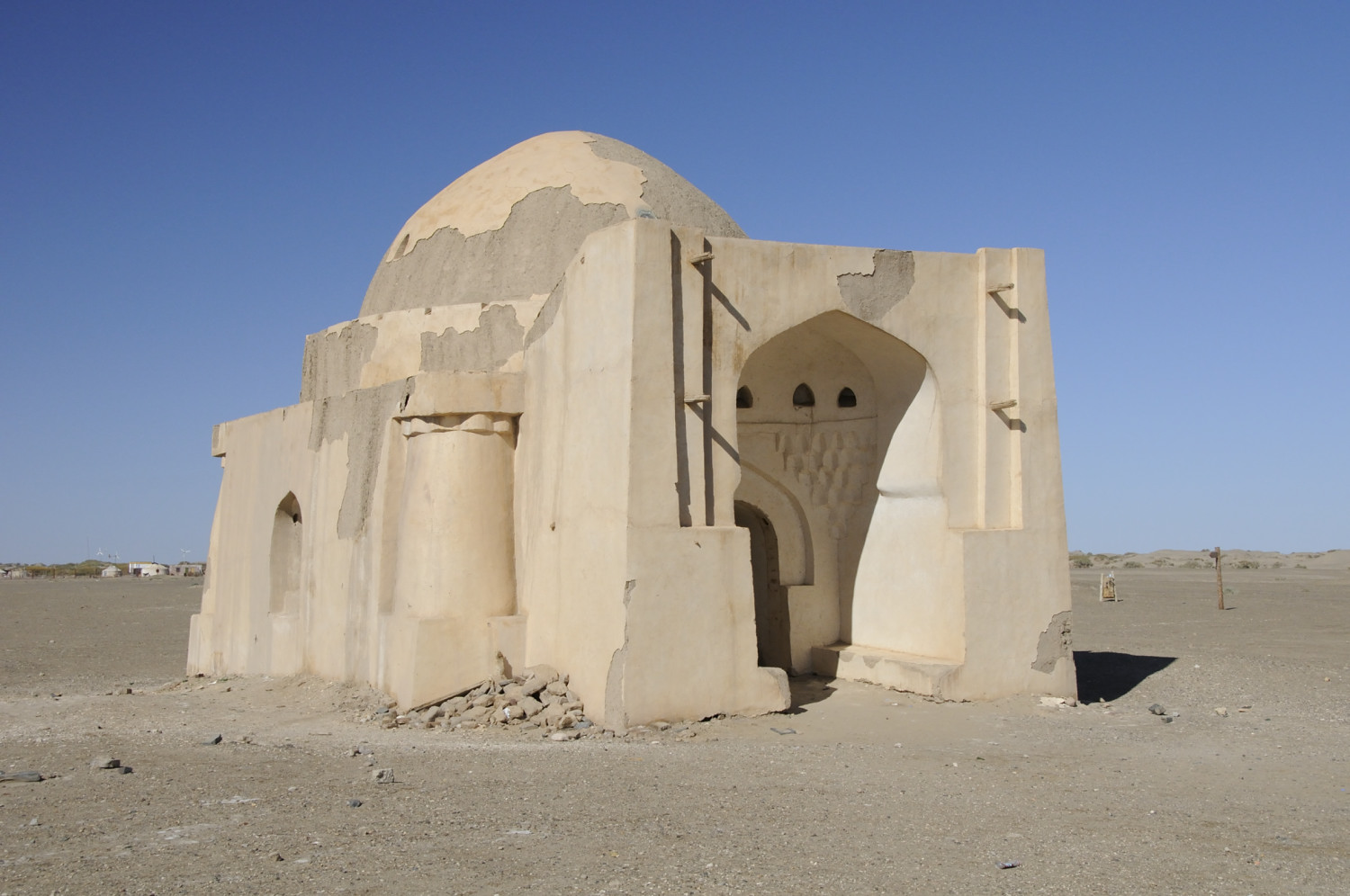
Глинобитна будівля в Хара-Хото

Глинобитне будівництво — зведення стін архітектурної споруди з глини (або з землі, яка, на відміну від землебитних будівель, обов'язково містить значну домішку глини), частинки якої щільно з'єднуються між собою за допомогою пресування. Іноді глину змішують із соломою (див. «Саман») або вересом.

## Опис
Для зведення глинобитних будівель потрібна опалубка, що складається з двох дощатих щитів, з'єднаних паралельно брусками. Довжина таких щитів досягає 6 метрів. Глинобитні стіни здебільшого зводять на звичайному кам'яному фундаменті з цоколем, для захисту їх від впливу ґрунтової вологи. На фундамент ставлять щити, і в утворений таким чином проміжок насипають глинисту масу шаром, товщиною півметра, і ущільнюють трамбуванням. Після ущільнення й затвердіння готової частині стіни, вибивають поперечні бруски, знімають щити і посувають їх на інше місце, для продовження роботи. Порожнини, що утворилися від вийнятих брусків забивають глиною на всю товщину стіни. Інші рами (коробки) вставляють між щитами там, де повинні бути вікна або двері. Димові канали виводяться в окремих цегляних стовпах, як у дерев'яних будівлях. Набивні стіни іноді влаштовуються між цегляними стовпами, які збільшують міцність споруди. Сюди відносяться стіни з сирцю або повітряної цегли (лемпач), тобто цегли, висушеної на повітрі. Такі стіни в середньому мають товщину від 35 до 60 см і кладуться з дотриманням перев'язки і на глинистому розчині. Іноді стіна робиться набивною всередині, з обробленням зовні і з внутрішньої сторони сирцем. Під назвою мазанок, вживаних в Україні, відомі будівлі з глини, яка накладається прямо шарами за допомогою вил з подальшим вирівнюванням стіни спеціальним інструментом. Хворостянки, уживані для маловажливих холодних будівель, являють собою тин, обмазаний глиною, стіни ж будівель, призначених для житла, складаються з двох рядів плотів, проміжок між якими заповнюється речовиною, що погано проводить тепло, і зовні обмащуються глиною.

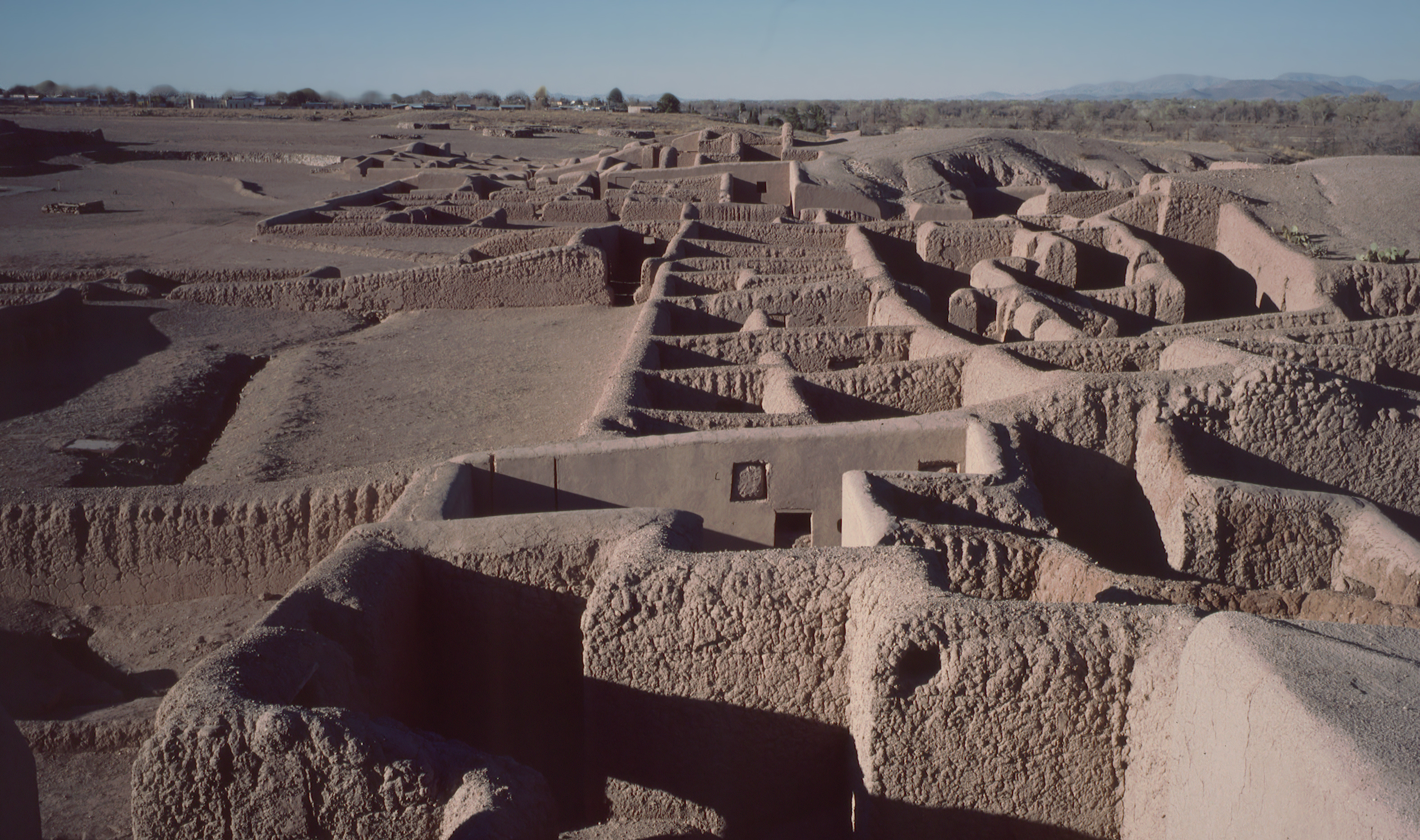
Глинобитні будівлі в Касас-Грандес

Глинобитні (дувальні) будівлі були особливо поширені в Туркестанському краї Російської імперії, де майже всі місцеві споруди (часто і в російських селищах) споруджували з глини. Рідкісний виняток становили житла більш заможних громадян у великих містах, які побудували собі досконаліші будинки. З глини там нерідко робилися й паркани. Для використання, глину попередньо перемішували з водою, поки вона не перетвориться на однорідну масу. Потім, давши глині час висохнути до ступеня густого тіста, її уминали ногами, поки вона не ставала в змозі підтримувати робітника. Тоді глина вважалася придатною для зведення глинобитних споруд. Як фундамент або цоколь іноді укладався шар каменю або один чи кілька рядів цегли, а потім починалося викладання приготовленої глини. Склавши стіну на висоту від 50 до 70 см (так звана пахса), зрізали лопаткою нерівності стіни і давали їй зміцніти протягом декількох днів, після чого продовжували зводити стіну знову на таку саму висоту. Для стійкості стіна внизу робиться товстішою, ніж угорі. Грудки глини, притискувані з розмаху одна до іншої, досить щільно склеюються між собою.
Крім будівель, за схожим принципом виготовляли підлоги, каміни й димові труби в оселях.

### Глином'ятні й глинолитні будівлі
Прийом набивання стін за допомогою бездонних формувальних ящиків застосовується також і до стін глином'ятних, що відрізняються від глинобитних тим, що для них береться вже перем'ята глина, в суміші із соломою. Різниця тут полягає лише в тому, що солома поступає в глиняну масу не дрібно посіченою, а нарізаною довгими стеблами. Іноді навіть замість соломи в глину йдуть дрібні і гнучкі деревні гілки, а також полова (лляна, просяна тощо). Оскільки м'ята глина незрівнянно вологіша від взятої прямо із землі, то споруджені з неї глином'ятні стіни просихають значно повільніше, а тому їх доводиться робити якомога тоншими. Під час висихання такі стіни дають тріщини, які необхідно добре замазувати. Вікна та двері утворюють за допомогою закладних колод, а іноді залишають у грубому вигляді, вирубуючи потім, після просушування стін, спеціальним інструментом. Крокви укладають по поздовжніх мауерлатах, а зовні стіни оброблюють, подібно до саманних стін.
Глином'ятні споруди мають багато недоліків, основним з яких є їхня досить слабка вогнестійкість. Хоча, така стіна загорітися не може, але у випадку пожежі тріскається і швидко руйнується. Домішувана до глини солома завдяки повільному просиханню глиняної маси легко згниває, утворюючи в стіні порожнини, які спричиняють нерівномірне осідання. Крім того, солома часто має деяку домішку залишків зерна, що принаджує мишей, які проробляють у глиняній стіні ходи і нори. Все це змусило в кінці XIX — початку XX століття практично відмовитися від спорудження глином'ятних стін, замінюючи їх або глинобитними, або ж, що краще, — саманними.
Все це ще більшою мірою стосується загалом найгірших із глиняних стін, а саме глинолитних, або литушок. Останні споруджуються найпримітивнішим способом, без форм чи ящиків, а просто за допомогою поливання напіврідкою глиною солом'яних пучків, що укладаються рядами, навхрест, при утоптуванні всього цього ногами. У результаті виходить негарна, волохата від соломи стіна, поверхню якої вирівнюють, обмазуючи глиною. Такого роду примітивні стіни використовувалися лише для найнезначніших нежитлових будівель. У Російській імперії глинолитні споруди зрідка зустрічалися в 1880-х роках у Тульській, Орловській, Симбірській губерніях, але й там до початку XX століття від них майже повністю відмовилися.